# Durio burmanicus
Durio burmanicus är en malvaväxtart som beskrevs av Soeg. Reksod.. Durio burmanicus ingår i släktet Durio och familjen malvaväxter. Inga underarter finns listade i Catalogue of Life.